# 阿纳普 (北部省)
阿纳普（法語：Annappes，法語發音：[anap]）是法国北部省的一个旧市镇，属于里尔区。1970年，阿纳普与邻近的两个市镇合并为市镇阿斯克新城。

## 地理
阿纳普（50°37'37.0"N, 3°8'59.0"E）面积22.66 平方千米，位于法国上法蘭西大區北部省，该省份为法国最北部的省份及最长的省份，西北濒北海，西接加来海峡省，南至埃纳省和索姆省，东与比利时接壤。
与阿纳普接壤的市镇（或旧市镇、城区）包括：阿斯克、弗莱尔斯莱里尔。
阿纳普的时区为UTC+01:00、UTC+02:00（夏令时）。

## 行政
阿纳普的邮政编码为，INSEE市镇编码为59009。

## 人口
阿纳普于1968年时的人口数量为11618人。